# Paul Schneider (duchowny ewangelicki)
Paul Schneider (ur. 29 sierpnia 1897 w Pferdsfeld, zm. 18 lipca 1939 w obozie koncentracyjnym Buchenwald) – niemiecki pastor i teolog ewangelicki, pierwszy duchowny protestancki stracony za sprzeciw wobec nazizmu.

## Życiorys
Urodził się jako pierwszy z trzech synów Gustava i Elizabeth Schneider. Jego ojciec był pastorem i zagorzałym patriotą. Po służbie wojskowej w stopniu porucznika podczas I wojny światowej, Schneider studiował teologię w Gießen i Marburgu, a w 1925 został w Hochelheim ordynowany na księdza. W 1925 poślubił córkę pastora Margarete Dieterich. W 1927 małżeństwo doczekało się pierwszego syna, później Schneider miał jeszcze czterech synów i córkę.
Kiedy naziści doszli do władzy, Schneider był pastorem w Hochelheim – na stanowisku tym zastąpił swego ojca, który zmarł w 1926 roku. Początkowo wiązał z nową władzą nadzieję na odbudowę potęgi Niemiec, jednak szybko się nią rozczarował. W swych pismach i kazaniach protestował przeciwko działaniom nazistów wymierzonych w Kościół. Jednak konsystorz nie tylko nie wsparł go, ale nawet, w wyniku nalegań nazistów, przeniósł go na prowincję. W 1934 roku zamieszkał wraz z rodziną w Dickenschied i został pastorem zborów w Dickenschied i Womrath. Został członkiem Kościoła Wyznającego. Pomimo opresji ze strony nazistów i próśb bojących się o jego życie przyjaciół otwarcie występował przeciwko reżimowi. Wiosną 1937 rozpoczął procedurę wykluczenia z Kościoła zborowników, którzy wskutek swej przynależności do NSDAP zachowywali się w sposób niezgodny z dyscypliną kościelną. Z tego powodu został uwięziony na dwa miesiące w więzieniu w Koblencji. Następnie został uwolniony, jednak zakazano mu wracać do Nadrenii, gdzie mieściła się jego parafia. Schneider wiedział, że złamanie zakazu skończy się zamknięciem w obozie koncentracyjnym.
Schneider spędził kilka miesięcy z żoną, kilkoma członkami rodziny i przyjaciółmi w Baden-Baden i Eschbach. Następnie wrócił do domu na Dziękczynne Święto Żniw, 3 października 1937. Odprawił nabożeństwo w Dickenschied, jednak aresztowano go, gdy jechał odprawić wieczorne nabożeństwo w Womrath.
27 listopada 1937 został uwięziony w obozie koncentracyjnym Buchenwald. Był tam bity i torturowany, gdyż nie chciał oddawać czci swastyce, i próbował głosić Ewangelię, krzycząc przez okno swojej celi. Zmarł 18 lipca 1939 w wyniku wstrzyknięcia strofantyny do serca. Jego pogrzeb w Dickenschied zamienił się w demonstrację sprzeciwu wobec nazizmu.